# Đặng Kinh
Đặng Kinh (22 tháng 5 năm 1922 – 1 tháng 11 năm 2019) là một tướng lĩnh, sĩ quan cấp cao trong Quân đội nhân dân Việt Nam, quân hàm Trung tướng, nguyên Tư lệnh Quân khu 3, Phó Tổng Tham mưu trưởng, Đại biểu Quốc hội khóa V, VI. Ông là một trong những "vị tướng du kích" lừng danh của Việt Nam, và đã được nhà nước truy tặng danh hiệu Anh hùng Lực lượng vũ trang nhân dân.

## Cuộc đời
Đặng Kinh tên thật là Đặng Văn Rợp, sinh ngày 22 tháng 5 năm 1922 tại xã Bắc Sơn, huyện An Lão, tỉnh Kiến An (nay thuộc phường Bắc Sơn, quận Kiến An, thành phố Hải Phòng), quê gốc tại làng Hành Thiện, xã Xuân Hồng, huyện Xuân Trường, tỉnh Nam Định. Do hoàn cảnh gia đình mà ông đã lao động từ sớm, tự học Chữ Hán. Năm 1937, ông bỏ nghề đội than ở mỏ Hà Lầm thuộc khu mỏ Hồng Quảng và trở thành người liên lạc của nhà cách mạng Tô Hiệu. Năm 1941, ông tham gia Mặt trận Việt Minh và trở thành đảng viên Đảng Cộng sản Việt Nam tháng 7 năm 1944. Ngay sau đó, ông nhận lệnh lên Thái Nguyên học quân sự 15 ngày cùng với Văn Tiến Dũng.

### Mặt trận Hải Phòng – Kiến An
Vào tháng 11 năm 1944, dưới sự chỉ đạo của Mai Côn, một cuộc họp của Xứ ủy Bắc kỳ đã diễn ra ở Kiến Thụy, Kiến An nhằm thành lập mặt trận liên tỉnh Hải Phòng – Kiến An. Đặng Kinh là một trong 7 người đầu tiên của mặt trận. Đến ngày 12 tháng 7 năm 1945, mặt trận liên tỉnh này tuyên bố thành lập chính quyền nhân dân đầu tiên của vùng duyên hải miền Trung. Chỉ hơn nửa tháng sau, quân Nhật cho hai xe lính có súng cối tấn công vào Kim Sơn vào ngày 4 tháng 8. Đây không chỉ là trận đánh đầu tiên mà ông tham gia và chỉ huy mà còn là trận đánh mở đầu cho mô hình làng chiến đấu được áp dụng rộng rãi sau này.
Sau trận đánh này, Đặng Kinh và đại đội do ông chỉ huy nhanh chóng giúp Kiến An và Hải Phòng giành được chính quyền. Giữa năm 1946, ông được điều về làm Chỉ huy trưởng huyện đội Kiến Thụy kiêm Chỉ huy trưởng du kích chiến đấu tỉnh Kiến An. Ngày 20 tháng 11 năm 1946, quân Pháp gây hấn ở Hải Phòng, trở về từ Hải Phòng ông báo cáo với Tỉnh ủy Kiến An để tổ chức luyện quân chuẩn bị chống Pháp. Đồng thời ông xin lãnh đạo tỉnh ủy cho chỉ huy một đại đội sang An Dương, Đường 5, đường sắt để đánh quân Pháp. Ngày 28 tháng 11, quân Pháp đưa một đại đội tấn công thăm dò trận địa của đại đội ông đang chốt ở Cam Lộ, Thiết Chanh. Ông đã chỉ huy đại đội đón đánh làm thương vong một nửa và nửa còn lại bỏ chạy. Đại đội ông thu một trung liên, một tiểu liên và 12 khẩu súng trường. Những ngày sau đó cho đến 10-12, đại đội của ông liên tiếp tham chiến và trận cuối cùng trước ngày Chủ tịch Hồ Chí Minh ra lời kêu gọi Toàn quốc kháng chiến, đại đội ông đánh với một tiểu đoàn quân Pháp, diệt 126, hi sinh 3, bị thương 5 người.
Từ năm 1949 đến năm 1954, ông là Chỉ huy phó rồi Chỉ huy trưởng, Ủy viên thường vụ tỉnh ủy Kiến An. Tháng 5 năm 1954, ông là Chỉ huy trưởng Thành đội Hải Phòng. Trong khoảng thời gian này, trận chiến ở Cát Bi đã làm nên tên tên tuổi của Đặng Kinh khi ông chỉ huy một đội 32 người phá hủy 59 máy bay, phần lớn là máy bay chiến đấu của quân Pháp. Đây là trận đánh phá sân bay lớn nhất trong cuộc chiến tranh giữa Pháp và Việt Nam.

### Mặt trận Trị Thiên
Từ tháng 1 năm 1955, ông lần lượt giữ các chức vụ Tham mưu phó rồi Phó Tư lệnh Quân khu Tả Ngạn (Quân khu Trị Thiên Huế hay Quân khu 3) kiêm Sư đoàn trưởng Sư đoàn 328. Từ năm 1960 đến năm 1965, ông là Cục phó Cục Tác chiến Bộ Tổng tham mưu rồi Cục trưởng Cục liên lạc Đối ngoại Bộ quốc phòng. Tháng 4 năm 1966, ông vào chiến trường làm Phó Tư lệnh Quân khu Trị Thiên Huế. Đầu năm 1967, Phó Tư lệnh Đặng Kinh với tư cách là chỉ huy trực tiếp tại mặt trận đã thay mặt Bộ Tư lệnh Quân khu báo cáo tình hình chiến trường với Quân ủy Trung ương và đưa ra đề nghị đánh chiếm thành phố Huế. Đến tháng 12, Bí thư Quân ủy Trung ương đương thời là Đại tướng Võ Nguyên Giáp đã đồng ý với đề nghị trên và xác định Huế là nơi trọng điểm thứ 2 chỉ sau Sài Gòn trong quy mô Tổng công kích và nổi dậy Tết Mậu Thân 1968.
2 giờ 30 phút sáng vào đúng mồng 1 Tết Mậu Thân, Phó Tư lệnh Quân khu Trị Thiên Huế kiêm nhiệm Tư lệnh mặt trận tiền phương Huế phụ trách tiền tiêu Đặng Kinh đã đề nghị Bộ Tư lệnh Mặt trận ở Sở chỉ huy cơ bản cho ĐKZ ở cánh Nam nổ súng, mở đầu cuộc tiến công vào thành phố Huế. Ông trực tiếp ra lệnh cho lực lượng ĐKZ tấn công vào sân bay Phú Bài, theo đó các đơn vị được giao nhiệm vụ đánh chiếm các cứ điểm quan trọng cũng đồng loạt nổ súng. Được sự giúp đỡ nhiệt tình của người dân Huế, tin thắng lợi từ cả hai cánh Bắc Nam nhanh chóng được truyền về Bộ Tư lệnh Mặt trận.
Tuy nhiên chỉ sau 1 tuần, ưu thế về việc tấn công bất ngờ và chớp nhoáng của quân đội Việt Nam đã giảm rõ rệt khi lượng vũ khí và đạn giảm dần dấn đến sức chiến đấu giảm sút. Ngược lại, quân đội Hoa Kỳ và Việt Nam Cộng hòa nhanh chóng hồi phục tại chỗ sau khi bị choáng váng trước thế công bất ngờ, lực lượng hỗ trợ cũng được điều động thêm từ phía Nam nên đã liên tiếp phản công và thu hồi nhiều căn cứ. Trước tình hình bất lợi đó, Phó Tư lệnh Đặng Kinh đã bàn giao lại công việc ở trạm tiền tiêu cánh Nam để chuyển về Sở chỉ huy cơ bản ở cánh Bắc tham gia việc chỉ huy chung và đồng thời lãnh đạo tình hình chiến sự ở đây. Mặc dù có một số ý kiến cho rằng quân đội Việt Nam nên rút khỏi Huế, nhưng ông vẫn quyết định bám trụ đến cùng. Đề nghị này được Quân ủy Trung ương và Bộ Quốc phòng tán thành. Kết quả, quân đội Việt Nam đã làm chủ và giữ được thành phố Huế cho đến ngày thứ 26 của cuộc chiến. Đến tháng 4, Đặng Kinh trở thành Tư lệnh Quân khu Tả Ngạn. Tháng 3 năm 1977 ông là Phó Chủ nhiệm Tổng cục xây dựng kinh tế Bộ Quốc phòng. Từ năm 1978 đến năm 1988, ông là Phó Tổng tham mưu trưởng. Năm 1988, ông nghỉ hưu theo chế độ.
Ngày 1 tháng 11 năm 2019, do tuổi cao, sức yếu, bệnh nặng, ông qua đời tại nhà riêng đường Trung Lực, phường Đằng Lâm, quận Hải An, thành phố Hải Phòng, thọ 97 tuổi. Đến tháng 12 năm 2023, ông đã được nhà nước Việt Nam truy tặng danh hiệu Anh hùng Lực lượng vũ trang nhân dân. Cũng trong xét tặng này, một người đồng hương của ông là Trung tướng Đặng Quân Thụy cũng được trao tặng danh hiệu này.

## Lịch sử thụ phong quân hàm
| Năm thụ phong | 1958   | 1974        | 1982        |
| ------------- | ------ | ----------- | ----------- |
| Quân hàm      |        |             |             |
| Cấp bậc       | Đại tá | Thiếu tướng | Trung tướng |
|               |        |             |             |

## Khen thưởng
- Danh hiệu Anh hùng Lực lượng vũ trang nhân dân.
- Huân chương Hồ Chí Minh.[21]
- Huân chương Quân công (2 hạng Nhất, 1 hạng Nhì).[22]
- Huân chương Chiến công hạng Nhất.
- Huân chương Chiến thắng hạng Nhất.
- Huân chương Kháng chiến chống Mỹ cứu nước hạng Nhất.
- Huân chương Chiến sĩ giải phóng hạng Ba.
- Huân chương Chiến sĩ vẻ vang hạng Nhất, Nhì, Ba.
- Huy chương Quân kỳ Quyết thắng.
- Huy hiệu 75 năm tuổi Đảng.[23]

## Gia đình
Đặng Kinh và vợ Lê Huyền có với nhau tất cả 4 người con, trong đó người con gái cả Đặng Công Khanh mất sớm.